# The Throes (álbum de Two Gallants)
The Throes es el álbum debut del dúo de indie rock Two Gallants, lanzado en 2004.
El álbum fue remasterizado y relanzado como The Throes Remix el 12 de diciembre de 2006, en formato de disco de vinilo. Fue también incluida una canción bonus llamada «Anna’s Sweater», un cover de una canción de la difunta banda de San Francisco Blear, la cual fue originalmente grabada para una compilación llamada ny2lon. Las primeras quinientas copias de vinilo fueron impresas por error con la canción «Mother’s Blues».

## Lista de canciones
1. «You Losin’ Out» – 3:00
2. «Two Days Short Tomorrow» – 4:57
3. «Nothing to You» – 4:29
4. «Crow Jane» – 8:02
5. «Fail Hard to Regain» – 3:12
6. «The Throes» – 8:03
7. «Drive My Car» – 6:55
8. «My Madonna» – 7:23
9. «The Train That Stole My Man» – 7:49

## Créditos
- Patrick Boissel – Masterización
- Jeffrey Saltzman – Productor, ingeniero
- Dave Schultz – Masterización
- Two Gallants – Organizadores, fotografía